# Кольцов, Антон Викторович
Анто́н Ви́кторович Кольцо́в (род. 24 июня 1973, Череповец, Вологодская область) — российский государственный и политический деятель, председатель правительства Вологодской области (2017—2022), глава правительства Военно-гражданской администрации Запорожской области во время вторжения России на Украину (2022). В 2022—2024 годах — председатель правительства оккупированной Россией части Запорожской области. Временно исполняющий обязанности мэра оккупированного Россией Мариуполя (с 13 июня 2025 года).
С 6 октября 2022 года, за поддержку российской военной агрессии против Украины и причастность к краже зерна, находится под санкциями всех стран ЕС, США, Великобритании и ряда других стран.

## Биография
Антон Кольцов родился 24 июня 1973 года в Череповце. В 1996 году окончил Ярославскую государственную медицинскую академию, по специальности — педиатр, детский хирург, а в 2003 году окончил Череповецкий государственный университет.
В 2010 году получил квалификацию «мастер делового администрирования» в РАНХиГС. Окончил Высшую школу госуправления РАНХиГС («школу губернаторов»). Ранее работал в металлургической отрасли.
В 2015—2016 являлся директором по охране труда, промышленной безопасности и экологии компании «Северсталь». В 2016 году был назначен первым заместителем губернатора Вологодской области. В 2017—2022 году являлся председателем правительства Вологодской области.
18 июля 2022 года, во время вторжения России на Украину, стало известно, что Кольцов был назначен главой правительства российской оккупационной Военно-гражданской администрации Запорожской области.
В мае 2024 года ушёл в отставку. Источник газеты «Коммерсант» рассказал, что Кольцов «хорошо справлялся» со своими обязанностями, к нему не было претензий со стороны курирующего восстановление «новых субъектов» вице-премьера Марата Хуснуллина и первого замглавы администрации президента Сергея Кириенко. Причиной отставки Кольцова, по словам собеседника газеты, стал «сложный характер» губернатора оккупированной Россией части Запорожской области Балицкого.
13 июня 2025 года указом главы подконтрольной России ДНР Дениса Пушилина был назначен временно исполняющим обязанности мэра оккупированного Россией Мариуполя.

## Санкции
15 сентября 2022 года включён в санкционные списки США, так как «курирует изъятие украинского зерна из Запорожской области».
6 октября 2022 года внесён в санкционные списки Евросоюза, так как «участвовал в подготовке незаконного референдума о вхождении Запорожья в состав Российской Федерации», поэтому «несёт ответственность за поддержку и реализацию действий и политики, которые подрывают или угрожают территориальной целостности, суверенитету и независимости   Украины».
29 сентября 2022 года внесён в санкционный список Канады «соратников режима» в отношении чиновников на оккупированных Россией территориях Украины «за содействие и поддержку фиктивных референдумов президента Путина».
По аналогичным основаниям находится под санкциями Великобритании, Швейцарии, Австралии, Японии, Украины и Новой Зеландии.